# Monolepta nigrocruciata
Monolepta nigrocruciata es una especie de insecto coleóptero de la familia Chrysomelidae descrita en 1940 por Laboissiere.